# Hoco-Werke
Die Hoco-Werke waren ein deutsches Unternehmen im Bereich der Landmaschinen- und Motorradproduktion mit Sitz in der ostwestfälischen Stadt Minden in Nordrhein-Westfalen.

## Unternehmensgeschichte
Carl-August Hohmeyer gründete 1912 das Unternehmen in Porta Westfalica. Er stellte Mahlwerke, Maschinen zur Verarbeitung der Ernte und Pumpen her. 1921 zog das Unternehmen nach Minden-Meißen und wurde 1922 in eine Aktiengesellschaft umgewandelt. Der Name des Unternehmens lautete Hoco und leitete sich aus dem Namen des Gründers Hohmeyer und Co ab. 
1924 begann zusätzlich die Produktion von Motorrädern. 1928 endete die Produktion.
1925 erwarb Hohmeyer die Aktienmehrheit, nachdem es zu einem Streit mit den anderen Geschäftsführern gekommen war, und löste die AG auf. In den besten Jahren zwischen den beiden Weltkriegen waren etwa 500 Mitarbeiter beschäftigt. Ein Schwerpunkt in der Produktion waren Steinschrotmühlen. Die Umstellung auf modernere Hammermühlen erfolgte zu spät.
Nach drei Quellen wurden auch Möbel hergestellt. Erwin Tragatsch spricht sogar von einer „Mindener Möbelfabrik“.
Nach dem Tod von Hohmeyer musste der Sohn 1971 das Unternehmen liquidieren lassen. Der Enkel des Firmengründers betreibt heute unter dem Namen Hoco einen Automarkt in Minden.

## Motorräder

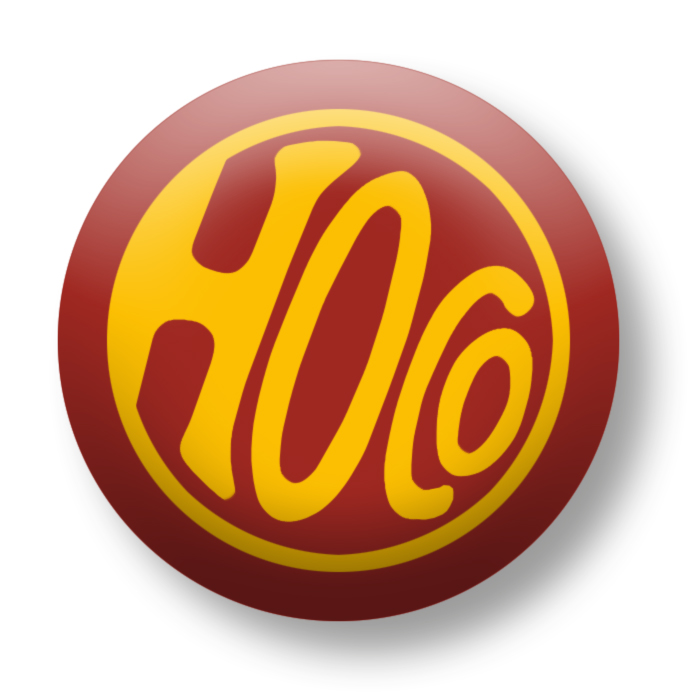
Tankemblem auf den Motorrädern

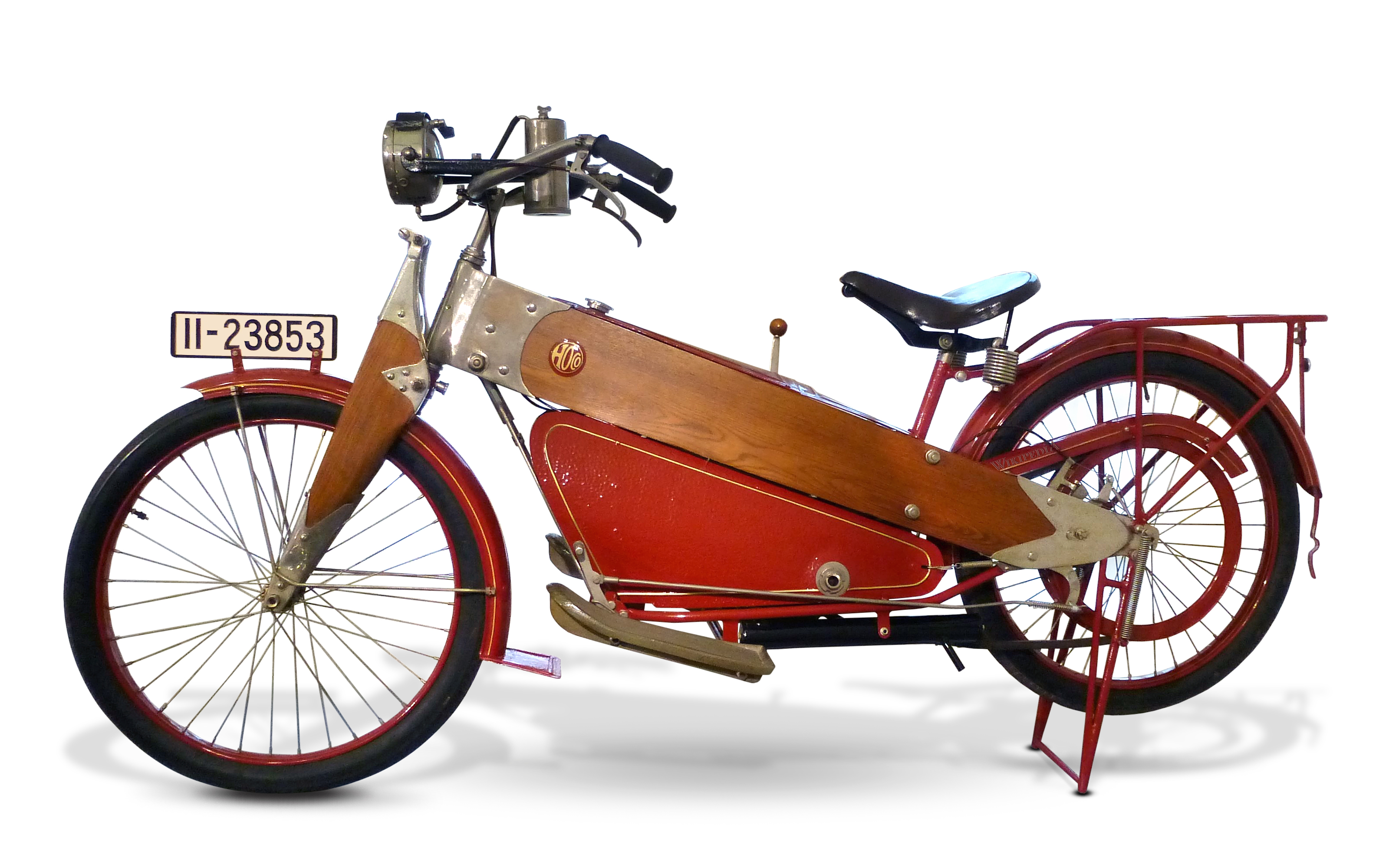
Hoco von 1924

Neben den landwirtschaftlichen Maschinen wurde ab 1924 ein Motorrad unter dem Bezeichnung MFB hergestellt. Die Konstruktion stammte von der Motorfahrzeugbau (abgekürzt: MFB) GmbH aus Hamburg. Sie hatte einen Kastenrahmen aus Eschenholz, das in vernickelte Stahltaschen gepresst wurde. Auch die durch eine senkrechte Blattfeder abgefederte Gabel war aus Eschenholz gefertigt.
Die Motoren wurden zugekauft. Bekannt sind Zweitaktmotoren von Nabob mit 146 cm³ Hubraum und von einem anderen Hersteller mit 246 cm³ Hubraum sowie J.A.P.-Motoren mit SV-Ventilsteuerung und 293 cm³ und 346 cm³ Hubraum. Eine andere Quelle nennt Zweitaktmotoren von Villiers, evtl. auch von Nabob, mit 150 cm³ und 250 cm³ Hubraum sowie die vorstehend angegebenen Viertaktmotoren von J.A.P. Eine weitere Quelle schreibt nur von Villiers und J.A.P. Weitere Quellen nennen DKW- und Dihl-Motoren.
Die Motorradfertigung war nicht kostendeckend, sodass Gewinne aus der Landmaschinenproduktion zugeschossen werden mussten, aus diesem Grund wurde bald darauf der Zweiradbau wieder aufgegeben.
Ein erhaltenes Fahrzeug ist im Motorradmuseum im Jagdschloss Augustusburg ausgestellt. Es hat einen Einzylinder-Zweitaktmotor von DKW mit 143 cm³ Hubraum und 2,5 PS Leistung.